# Bombardier Talent 2
Bombardier Talent 2 — семейство электропоездов, производимых фирмой Bombardier Transportation. В регистре UIC электропоезда семейства значатся под обозначением 94 80 0442, 1442 и 2442. Deutsche Bahn обозначает моторные вагоны как тип 442, а промежуточные — как тип 443. Несмотря на название, в техническом плане не имеет ничего общего с Bombardier Talent.
Впервые Talent 2 был представлен общественности 23 сентября 2008 года на выставке InnoTrans. Серийное производство электропоездов началось на заводе Bombardier в Хеннигсдорфе.
Из-за характерного внешнего вида лобовой части Talent 2 железнодорожники, а также любители железных дорог прозвали электропоезд «хомяком».

## Технические данные
Talent 2 рассчитан на нормальную (стефенсоновскую) ширину колеи. Производитель предлагает двух-, трёх-, четырёх-, пяти- и шестисекционную модификации. Секции соединяются междувагонными переходными площадками, под которыми находятся тележки Якобса. Предусмотрена работа электропоездов в СМЕ (до четырёх штук), в том числе и совместная работа различных модификаций. Таким образом, длина состава может достигать 315 м. В зависимости от количества секций и особенностей интерьера (например, наличия места для велосипедов) в одном составе может быть от 120 до 350 мест для сидения.
Заказчик может установить дополнительные требования к высоте пола, числу дверей, числу мест для сидения, местам для людей с ограниченными физическими возможностями и т. п.

## Заказы
2 февраля 2007 года Bombardier и Deutsche Bahn заключили генеральное соглашение о поставке, начиная с 2009 года, 321 состава семейства Bombardier Talent 2. Сумма сделки составила 1,2 миллиарда евро. Таким образом, это одна из крупнейших сделок за всю историю концерна Deutsche Bahn.
Первый заказ по этому соглашению включал в себя 42 электропоезда для Нюрнбергской городской электрички, которые с декабря 2010 года должны были начать работу как тип 442.2. В декабре 2007 года Deutsche Bahn заказала 8 четырёхсекционных и 5 двухсекционных составов на Мозельскую железную дорогу, а затем — поставка для линии Коттбус-Лейпциг (по 3 двух- и четырёхсекционных состава).
В результате четвёртой поставки рейнландская DB Regio заказала ещё 15 составов (3 трёхсекционных, 10 четырёхсекционных и 2 пятисекционных). С декабря 2010 года они должны были эксплуатироваться на маршруте «Рейн-Зиг-Экспресс».
Баварская DB Regio, а именно её дочерняя фирма RSB (Regional- und Stadtverkehr Bayern), заказала для эксплуатации во Франконии 5 трёхсекционых, 9 четырёхсекционных и 8 пятисекционных электропоездов.
1 июля 2009 года Deutsche Bahn заказала ещё 22 трёх-, четырёх- и пятисекционных состава Talent 2 на сумму 100 миллионов евро для тех же линий RSB.
27 июля 2009 года стало известно, что DB Regio выиграла конкурс на эксплуатацию некоторых маршрутов в столичном регионе. Компания обязалась с декабря 2011 эксплуатировать на маршрутах RE7, RE9, RE11, RB13, RB14, RB20, RB21, RB22, RB23 и RB24 трёх- и пятисекционные составы Talent 2 (26 и 22 электропоезда соответственно). В 2011—2012 годах началось производство этих составов. Для адаптации к условиям столичного региона, где платформы имеют разную высоту, 12 трёхсекционных и 19 пятисекционных составов были заказаны с уровнем дверей 600 мм, а остальные — 800 мм.
15 сентября 2009 года Bombardier Transportation получила заказ на 22 трёх- и четырёхсекционных электропоезда для маршрута «Среднегессенский экспресс», а также для эксплуатации в качестве региональных поездов Ханау-Фридберг-Гиссен. Эксплуатация этой партии должна была начаться с декабря 2011 года.
3 октября 2009 года Deutsche Bahn заказала ещё 8 составов для использования на линии Лейпциг-Дрезден с июня 2011 года. Сумма заказа составляет 35 миллионов евро. Таким образом, на тот момент было заказано уже 128 из 321 поездов по генеральному соглашению.
2 июля 2010 года DB заявила, что планирует закупить её 35 составов для эксплуатации на линиях к югу от Мюнхена, начиная с декабря 2013 года.
14 июля 2010 года, выиграв конкурс на эксплуатацию маршрутов в Ростокском регионе, DB распространила информацию о заказе 23 пятисекционных составов для обслуживания Ростокской городской электрички, а также маршрутов RE7 (Висмар-Людвигслуст) и RE1 (на отрезке от Ростока до Шверина) с декабря 2012 года.
22 сентября 2010 года состоялась официальная передача права на обслуживание будущей Среднегерманской городской электрички концерну DB. С декабря 2013 года там должен эксплуатироваться в общей сложности 51 трёх- и четырёхсекционый электропоезд. 19 ноября 2010 года Bombardier получила соответствующий заказ.
В столичном регионе 20 декабря 2010 года стало известно, что с июня 2013 года DB Regio AG частично переведёт маршруты в районе Эльба-Эльстер на обслуживание электропоездами Talent 2.
Акционерное общество SWEG (Südwestdeutsche Verkehrs-Aktiengesellschaft) заказало в октябре 2011 года два состава. Начиная с 2013 года, они будут использоваться на Мюнстертальской железной дороге (одна из линий брайсгауской городской электрички). Таким образом, на сегодняшний день лишь две транспортные компании заказали эти электропоезда Talent 2.

## Процесс сертификации

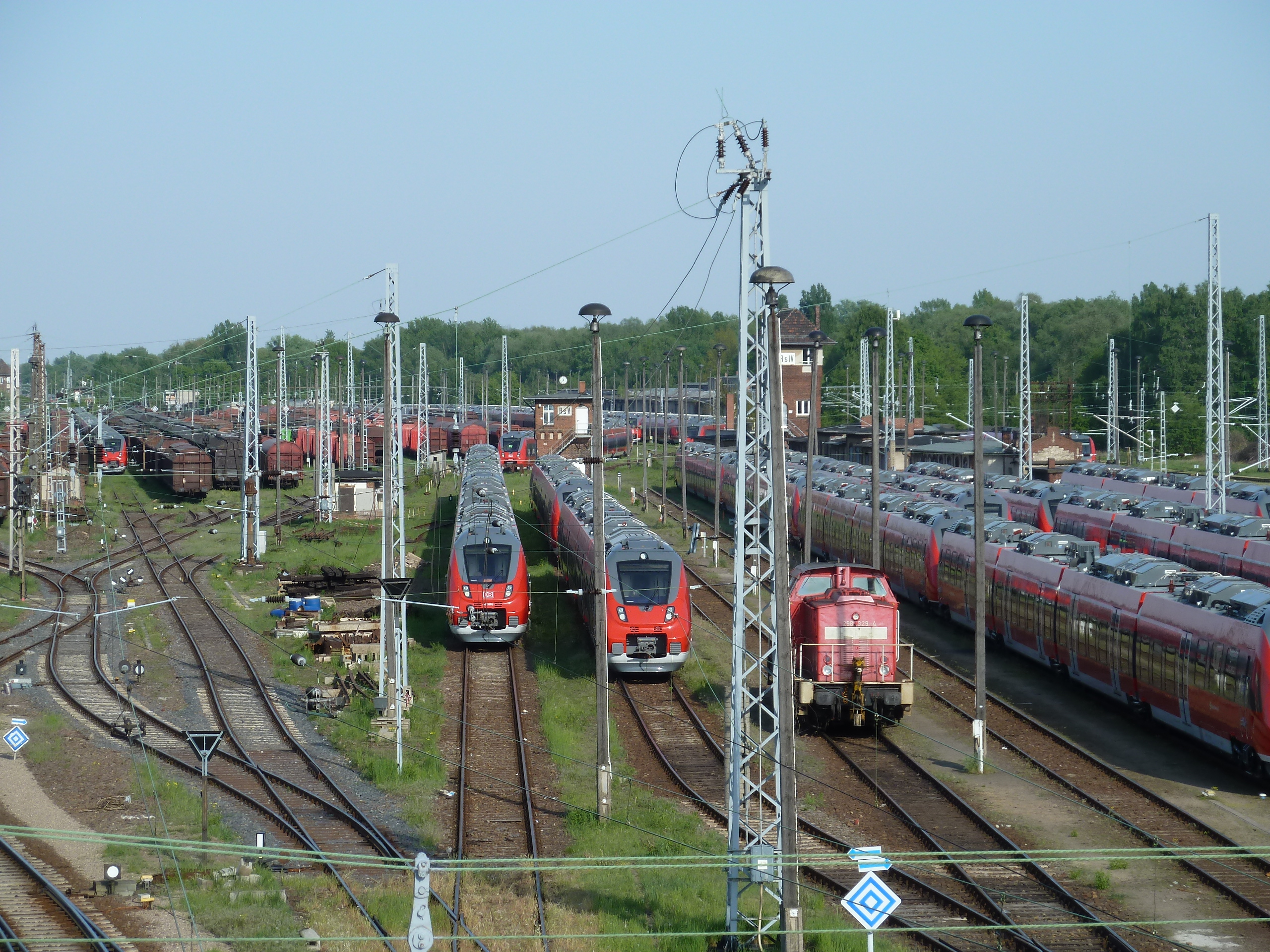
Недопущенные к эксплуатации поезда Talent 2 на станции Вустермарк-Сортировочный. Май 2011 г.

Ни один другой новый подвижной состав в Германии не привлёк так внимание общественности, как Talent 2. Именно с его помощью DB выиграло большинство конкурсов на право осуществления перевозок, объявив о желании заменить устаревший подвижной состав. Первыми линиями, где региональные перевозки должны были осуществляться типом 442, должны были стать в декабре 2009 года Мозельская линия (от Кобленца до Перля), а также линии Коттбус-Лейпциг и Коттбус-Фалькенберг-на-Эльстере. Производство электропоездов было завершено в срок, но процесс их сертификации затянулся, так что ввод в эксплуатацию поездов был отложен. Bombardier заявила, что задержка произошла из-за того, что во время процесса сертификации были изменены международные стандарты. Кроме того, каждая партия составов должна была получить допуск Федеральной организации железнодорожного транспорта (EBA), так как условия эксплуатации различных партий отличались.
Уже перед самой передачей составов компании DB Regio три из них пришлось утилизировать из-за существенных конструкционных недостатков.

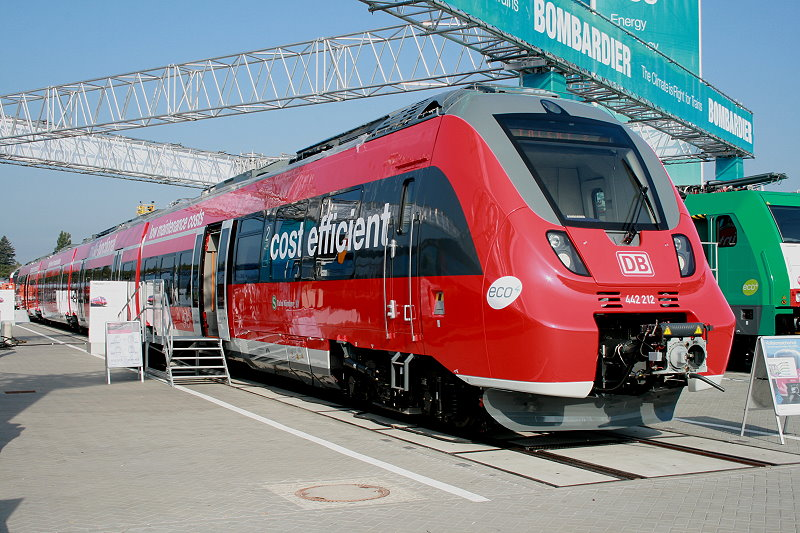
Электропоезд 442 212, произведённый для Нюрнбергской городской электрички, на выставке Innotrans,

Летом 2010 года снова произошли сбои в поставках. Франконская DB Regio вернула на завод три электропоезда, на которых происходило на тот момент обучение машинистов. Программное обеспечение составов дало сбой, что привело к нарушению управления тормозной системой, приводом и другими узлами. Это привело к задержке поставки поездов, а, стало быть, и всего переоснащения Нюрнбергской городской электрички, запланированного на декабрь 2010 года. Чтобы соблюдать новое расписание, введённое в декабре, городской электричке пришлось временно арендовать локомотивы и вагоны у других подразделений.
По данным Федеральной организации железнодорожного транспорта, производитель приступил к изготовлению серийной продукции, несмотря на то, что при разработке были допущены серьёзные просчёты. Так, многие особо важные узлы, например, тормозная система, не соответствовали критериям безопасности и подлежали изменению. Такое изменение, в свою очередь, требовало изменения других конструкционных узлов. 100 готовых составов, недопущенных к эксплуатации, отставили и законсервировали на заводе Bombardier в Хеннигсдорфе, а также на арендованных станционных путях в окрестностях Берлина. Аренда путей была оплачена фирмой Bombardier. Кроме того, за задержку она выплатила концерну DB штраф. Во время простоя некоторые составы пострадали от вандализма.
В феврале 2011 года федеральный министр транспорта Петер Рамзауэр, член партии ХСС, вмешался в процесс сертификации. Вместе с членом правления концерна DB Фолькером Кефером и президентом Федеральной организации железнодорожного транспорта Геральдом Хёрстером он посетил хеннигсдорфский завод Бомбардье, где состоялось совещание по вопросу выхода из кризисной ситуации. После этой встречи Рамзауэр заявил, что уже к концу февраля EBA допустит к эксплуатации первые перестроенные электропоезда. До конца года планировалось поставить 163 состава.
Однако лишь 17 марта EBA выдала разрешение на эксплуатацию поездов для Нюрнбергской городской электрички со следующими ограничениями: запрет работы по СМЕ, ограничение скорости в 140 км/ч. Перестройка электропоездов должна была быть произведена в немыслимо короткие для железнодорожной отрасли сроки. После 1,6 млн км пробега (или через 6,5 лет) их тележки подлежали замене. Концерн DB, в свою очередь, не был удовлетворён такими ограничениями и отказался принимать составы в эксплуатацию. В то же время, для снятия ограничений на эксплуатацию поездов требовалась серьёзная переработка ПО.
В начале мая возникла ещё одна проблема. При эксплуатации электропоездов типа 422 были выявлены ошибки в системе безопасности EBI Cab 500. Электропоезда Talent 2 были оборудованы этой же системой. Поэтому специалистам Bombardier пришлось по требованию EBA переработать и систему безопасности. К концу мая эта проблема была устранена.
14 июля четырёхсекционные нюрнбергские составы, прошедшие необходимое переоборудование, наконец получили разрешение на работу в СМЕ. Ограничение скорости в 140 км/ч, однако, осталось.
Для обучения машинистов на новом типе подвижного состава с сентября 2011 года составы из Нюрнберга временно передавались в депо Аахен, Берлин-Лихтенберг, Коттбус и Трир. С пассажирами в этих депо они не работали.
В октябре представители Deutsche Bahn, завода-изготовителя, федерального министерства транспорта и EBA снова собрались на совещание, которое, однако, не дало конкретных результатов, так как фирма Bombardier заняла жёсткую позицию.
27 октября 2011 Федеральная организация железнодорожного транспорта сняла ограничения на использование четырёхсекционных составов на Мозельской линии и на Нюрнбергской городской электричке. Остальные составы остались без сертификации.
Первые электропоезда Talent 2 начали эксплуатироваться на линии S1 Нюрнбергской городской электрички с 29 ноября 2011 года. Несколько поездов стали курсировать по Мозельской линии со вводом нового расписания 11 декабря 2011 года.
Несмотря на постепенную сертификацию поездов, концерн DB по-прежнему отказывался принимать их, сообщая о сохранившихся недостатки. Из-за некоторых проблем с 11 декабря 2011 года по 11 мая 2012 года каждый поезд обслуживалися двумя машинистами.
В конце января 2012 года снова обнаружились проблемы. При пробной поездке из-за ошибки ПО отказала тормозная система. Производство новых поездов было приостановлено.
В феврале 2012 Bombardier начала производство составов с переработанным программным обеспечением. После проверки специалистами DB это ПО было установлено на все выпущенные к тому моменту поезда. Переоборудование одного состава занимало 4-5 дней.
24 февраля EBA дала разрешение на эксплуатацию Talent 2 на линии Коттбус-Лейпциг, а также на маршруте «Рейн-Зиг-Экспресс». Через месяц последовала сертификация трёхсекционных электропоездов и допуск их к эксплуатации в столичном регионе.
20 апреля EBA сертифицировала пятивагонные составы для столичного региона, а 26 апреля — для «Рейн-Зиг-Экспресса». Таким образом, все электропоезда были допущены к эксплуатации.

## Проблемы в эксплуатации
В начале июня 2012 года на Нюрнбергской городской электричке во время движения у электропоезда открылись двери, никто не пострадал. Электропоезд был временно отстранён от эксплуатации, случай рассмотрен специалистами дороги и завода-изготовителя.
30 июля были отстранены от эксплуатации составы «Рейн-Зиг-Экспресса». Было замечено, что на некоторых электропоездах болты, держащие створки дверей, держатся непрочно из-за дефекта резьбы. Составы были отправлены на завод. 5 августа, через неделю, поезда вернулись на линию.

## Эксплуатация

### Deutsche Bahn
Тип 442 и 443
Deutsche Bahn приняла к эксплуатации Talent 2 как тип 442 (головные вагоны) и 443 (промежуточные).
Изначально планировалось, что четырёхсекционные составы получат тип 428. Но в сентябре 2008 года это обозначение досталось четырёхсекционным Stadler Flirt.
| Область эксплуатации                                                                                             | Запланированное начало работы | Фактическое начало работы | 442.0 (2х)      | 442.1 (3х)        | 442.2 (4х)                   | 442.3 (5х)       | Итого |
| --- | ----------------------------- | ------------------------- | --------------- | ----------------- | ---------------------------- | ---------------- | ----- |
| Мозельская линия                                                                                                 | Декабрь 2009                  | 11 декабря 2011           | 5 (442 001—005) | -                 | 8 (442 200—208)              | -                | 13    |
| Коттбус-Лейпциг                                                                                                  | Декабрь 2009                  | не было                   | 3 (442 006—008) | -                 | 3 (442 209—211)              | -                | 6     |
| Нюрнбергская городская электричка                                                                                | Декабрь 2010                  | 29 ноября 2011            | -               | -                 | 42 (442 217—253 442 264—268) | -                | 42    |
| «Рейн-Зиг-Экспресс»                                                                                              | Декабрь 2010                  | 9 июня 2012               | -               | 3 (442 101—103)   | 10 (442 254—263)             | 2 (442 301—302)  | 15    |
| Дрезден-Лейпциг («Saxonia»)                                                                                      | Июнь 2011                     | 28 сентября 2012          | -               | 4 (442 115—118)   | -                            | 4 (442 311—314)  | 8     |
| Франконско-Тюрингский экспресс Линии: Нюрнберг-Бамберг, Бамберг-Вюрцбург, Бамберг-Заальфельд и Бамберг-Зоннеберг | Декабрь 2011                  | 18 сентября 2012          | -               | 5 (442 104—108)   | 9 (442 269—277)              | 8 (442 303—310)  | 22    |
| Среднегессенский экспресс                                                                                        | Декабрь 2011                  | не было                   | -               | 6 (442 109—114)   | 16 (442 278—293)             | -                | 22    |
| Столичный регион Маршруты RE7, RE9, RE11, RB13, RB14, RB20, RB21, RB22, RB23 (с 12.2011) и RB 24 (с 12.2014)     | Декабрь 2011 или 2012         | 14 мая 2012               | -               | 26 (442 119—144)  | -                            | 22 (442 315—336) | 48    |
| Ростокская городская электричка                                                                                  | Декабрь 2012                  | offen                     | -               | -                 | -                            | 23 (442 337—359) | 23    |
| Район Эльба-Эльстер                                                                                              | Июнь 2013                     | не было                   | -               | 8 (442 145—152)   | -                            | -                | 8     |
| Линии к югу от Мюнхена Мюнхен-Миттенвальд, Кохель, Обераммергау и Ройтте-в-Тироле                                | Декабрь 2013                  | не было                   | 3 (442 009—011) | -                 | 34 (2442 200—233)            | -                | 37    |
| Среднегерманская городская электричка (Лейпциг/Галле)                                                            | Декабрь 2013                  | не было                   | -               | 36 (1442 100—135) | 15 (1442 200—214)            | -                | 51    |
| Итого: | Итого:                        | Итого:                    | 11              | 88                | 137                          | 59               | 295   |

#### Временная замена
Как было указано выше, ни одна из поставок электропоездов не была осуществлена вовремя. По этой причине было разработано несколько концепций их временной замены. Такие концепции в большинстве своём предусматривали просто продолжение работы старых составов, на замену которым должны были прийти Talent 2. В некоторых случаях, однако, приходилось использовать составы DB из соседних регионов. Несколько локомтивов было арендовано у фирмы MRCE Dispolok.
Поскольку новое расписание было составлено с учётом того, что Talent 2 обладает большим ускорением, чем старые составы, оно не могло выполняться. Опоздания стали обычным делом. На маршруте «Рейн-Зиг-экспресс» появились поезда, состоящие из вагонов и двух локомотивов по краям состава.

#### Talent 2 в столичном регионе
6 января 2012 Deutsche Bahn обнародовала информацию о будущей эксплуатации типа 442 в Берлине и его пригородах. Так, сроки поступления 34 поездов для маршрутов первой очереди (RB 13, 14, 20, 21, 22 и 23) переносились на март-октябрь 2012 года. С мая 2012 года предусматривалось поступление составов для маршрутов в аэропорт Берлин-Бранденбург (RE 9, RB 22). Но так как открытие аэропорта в июне 2012 года, эти составы временно переданы на другие маршруты. Так, например, маршруты RE 7 и RB 14 sво втором полугодии 2012 года постепенно переводятся на обслуживание типом 442. Всего до ввода нового расписания в декабре 2012 года должно быть поставлено 48 составов.
С 3 июня электропоезда Talent 2 эксплуатируются на маршрутах RB 13, RB 20, RB 21 и RB 22, где с декабря 2011 работали электропоезда Stadler GTW2/6 и старые вагоны производства ГДР с электровозами типа 143. Всего в июне поставлено 14 составов.

#### В Саксонии
Со вводом нового расписания 9 декабря 2012 года электропоезда Talent 2 появятся на линии Коттбус-Лейпциг и полностью заменят старые поезда на линии Дрезден-Лейпциг. Уже с сентября их начали замечать в окрестностях Лейпцига — DB Regio проводила испытания и обучение машинистов. 13 сентября на вокзале Дрездена состоялась презентация Talent 2,, а 28 сентября электропоезд типа 442 отправился в первый рейс от Дрездена до Лейпцига. С начала октября ещё один оборот обслуживается составом Talent 2. Кроме того, Talent 2 курсирует на линии Дрезденской городской электрички S3 (Дрезден-Главный-Тарандт).

### SWEG
Компания SWEG (Südwestdeutsche Verkehrs-Aktiengesellschaft планирует с 2013 года эксплуатировать два электропоезда Talent 2 на Мюнстертальской железной дороге (одна из линий брайсгауской городской электрички)

### Abellio Rail
Компания Abellio Rail NRW GmbH с декабря 2015 года планирует обслуживать составами Talent 2 свои маршруты в Тюрингии. В этом случае она станет третьей компанией, заказавшей эти поезда.